# Warren (Minnesota)
Pour les articles homonymes, voir Warren.
La ville de Warren est le siège du comté de Marshall, dans l’État du Minnesota, aux États-Unis. Lors du recensement de 2010, elle comptait 1 563 habitants.

## Source
- (en) Cet article est partiellement ou en totalité issu de l’article de Wikipédia en anglais intitulé « Warren, Minnesota » (voir la liste des auteurs).